# S/2022 J 1
S/2022 J 1 是史考特·雪柏於2022年8月30日在智利的塞羅·托洛洛天文臺使用4.0米維克托·M·布蘭科望遠鏡發現的木星的一顆小型外層天然衛星。此一發現由小行星中心於2023年2月22日宣佈的，而在此之前已經用了够長的時間收集了足夠的觀測數據，以確認衛星的軌道。
S/2022 J 1是加爾尼群的成員之一，這是一個由木星逆行不規則衛星組成的緊密衛星集團，軌道半長軸在22—24 × 106 km（14—15 × 106 mi）之間，軌道偏心率在0.2到0.3之間， 傾角介於163°和166°之間。若假設它的反照率是0.04，則它的絕對星等H是17.0，直徑大約是2 km（1.2 mi）。